# Pseudotriphyllus
Pseudotriphyllus är ett släkte av skalbaggar. Pseudotriphyllus ingår i familjen vedsvampbaggar.
Kladogram enligt Catalogue of Life:
| Pseudotriphyllus | \| \| Pseudotriphyllus colchicus \| \| \| \| \| \| Pseudotriphyllus defoei \| \| \| \| \| \| Pseudotriphyllus lewisianus \| \| \| \| \| \| Pseudotriphyllus nepalensis \| \| \| \| \| \| Pseudotriphyllus ohbayashii \| \| \| \| \| \| Pseudotriphyllus suturalis \| \| \| \| \| \| Pseudotriphyllus vicarius \| \| \| \| |
|                  | \| \| Pseudotriphyllus colchicus \| \| \| \| \| \| Pseudotriphyllus defoei \| \| \| \| \| \| Pseudotriphyllus lewisianus \| \| \| \| \| \| Pseudotriphyllus nepalensis \| \| \| \| \| \| Pseudotriphyllus ohbayashii \| \| \| \| \| \| Pseudotriphyllus suturalis \| \| \| \| \| \| Pseudotriphyllus vicarius \| \| \| \| |
|                  | Berginus |
|                  | |
|                  | Esarcus |
|                  | |
|                  | Litargus |
|                  | |
|                  | Mycetophagus |
|                  | |
|                  | Thrimolus |
|                  | |
|                  | Triphyllus |
|                  | |
|                  | Typhaea |
|                  | |
|                  | Pseudotriphyllus colchicus |
|                  | |
|                  | Pseudotriphyllus defoei |
|                  | |
|                  | Pseudotriphyllus lewisianus |
|                  | |
|                  | Pseudotriphyllus nepalensis |
|                  | |
|                  | Pseudotriphyllus ohbayashii |
|                  | |
|                  | Pseudotriphyllus suturalis |
|                  | |
|                  | Pseudotriphyllus vicarius |
|                  | |

|  | Pseudotriphyllus colchicus  |
|  |                             |
|  | Pseudotriphyllus defoei     |
|  |                             |
|  | Pseudotriphyllus lewisianus |
|  |                             |
|  | Pseudotriphyllus nepalensis |
|  |                             |
|  | Pseudotriphyllus ohbayashii |
|  |                             |
|  | Pseudotriphyllus suturalis  |
|  |                             |
|  | Pseudotriphyllus vicarius   |
|  |                             |